# Тоне Фајфар
Тоне Фајфар (Сподњи Брник, 20. фебруар 1913 — Љубљана, 12. децембар 1981) био је словеначки политичар и учесник Народноослободилачке борбе.

## Биографија
Рођен је 1913. године у Сподњем Брнику. Након завршене ниже гимназије, отишао је у графички занат. Године 1935. био је изабран у руководство хришћанско-социјалистичког Југословенског струковног савеза. Године 1939. преузео је уредништво „Делавске правице“ и био одговорни уредник „Словеније“. Учествовао је у стварању акционог споразума с Комунистичком партијом Словеније.
Априла 1941, на оснивачком састанку Ослободилачког фронта Словеније био је представник хришћанских социјалиста, постао члан њеног Извршног одбора. Након тога је прешао у илегалу и деловао у Љубљани. Маја 1942. пребацио се на ослобођену територију, где је био повереник за прехрану Народноослободилачког већа. Од 1943. био је члан председништва СНОВ-а и члан председништва АВНОЈ-а. Учествовао је у састављању Доломитске изјаве, а 1943. као делегат Извршног одбора ОФ присуствовао је заседањима ЗАВНОХ-а у Оточцу и 1944. у Топуском. Крајем 1944. у Београду је учествовао у формирању Јединствених синдиката Југославије, а 1945. био је делегат на светско синдикалној конференцији у Лондону.
Члан Комунистичке партије Југославије постао је 1946. године. Био је министар владе НР Словеније за шумарство, трговину и дрвну индустрију, посланик у Савезној скупштини ФНРЈ и Народној скупштини Словеније, члан Председништва Главног одбора ССРН Словеније и остало.
Умро је 12. децембра 1981. године у Љубљани.
Носилац је Партизанске споменице 1941, Ордена народног ослобођења, Ордена братства и јединства и осталих југословенских одликовања.